# Cansumys canus
Гансуйския хомяк (Cansumys canus) е вид бозайник от семейство Хомякови (Cricetidae), единствен представител на род Cansumys.

## Разпространение
Видът е разпространен в Китай (Гансу, Нинся, Съчуан и Шънси).